# Palacio de los duques de Frías
El palacio de los Duques de Frías (también conocido como palacio del duque de Béjar) fue una residencia señorial en Madrid con orígenes en el siglo XVI que continúa parcialmente en pie, como palacio del marqués de Camarasa.

## Historia

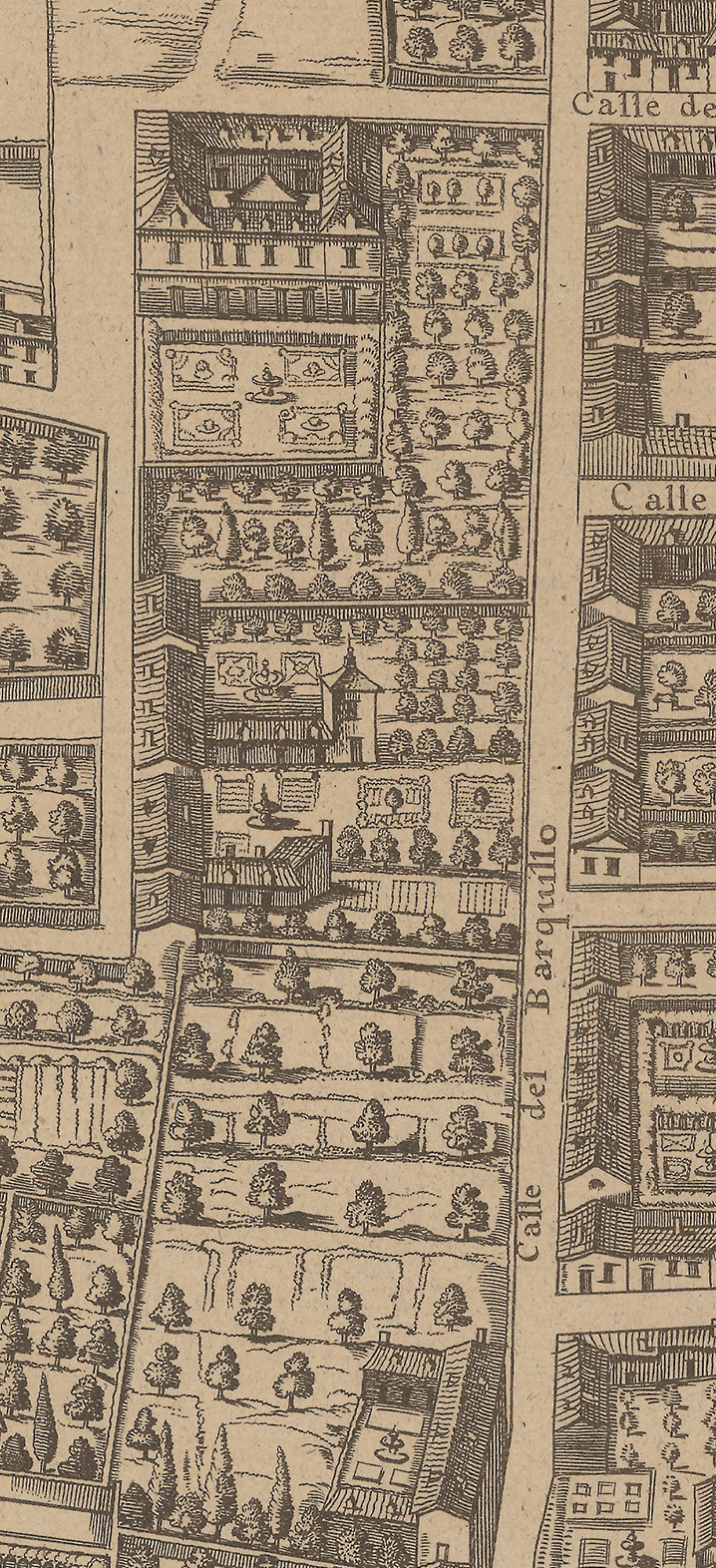
La quinta según el Plano de Teixeira (1656).

El origen del edificio se encuentra en una casa con amplio jardín poseída por Diego de Vargas y entregada a su hija Ana con motivo de su matrimonio con Diego Ortiz de Vargas. El 10 de julio de 1595 la casa fue vendida por el matrimonio a Diego Álvarez de Peralta. Tras el concurso de Álvarez de Peralta, en 1613 fue comprada por Juan Serrano de Zapata, caballero de la orden de Santiago, que sería posteriormente embajador de Felipe IV ante la República de Génova. Fue en esta casa donde Juan Serrano recibió en 1623 a su hermano el cardenal Zapata a su vuelta de Nápoles donde fue virrey. En ese mismo año describía Gil González Dávila en su Teatro de las Grandezas de la Villa de Madrid la existencia en la quinta de una estela funeraria proveniente de Mérida.
En 1661, tras la muerte de Juan Serrano de Zapata, fue comprada a sus acreedores por Juan Jiménez de Góngora, que después sería I marqués de Almodóvar del Río. Este caballero moriría a su vez en 1668, siendo vendida la casa por su viuda, Luisa de Góngora, al noble y negociante Manuel José Cortizo en marzo de 1673. En 1673 la casa sería adquirida a Cortizo por Iñigo Melchor Fernández de Velasco, condestable de Castilla. A su muerte, el condestable la dejaría en herencia a su hija María Remigia, casada con Francisco María de Paula Téllez-Girón y Benavides, VI duque de Osuna y embajador de Felipe V en el Congreso de Utrecht. En diciembre de 1709 este último mandó construir en el palacio un teatro de ópera donde actuaba una cantante de la que, según la princesa de los Ursinos, se había encaprichado y que formaba parte de la compañía de los Trufaldines. El teatro era considerado como uno de los más ricos de Madrid y fue tasado por el escultor Felipe del Corral en 40.000 reales. Se situaba en la parte del palacio lindante con la calle de Santa Bárbara la vieja (hoy de Válgame Dios).
Durante su estancia en España en 1721-1722 el célebre memorialista y diplomático Saint-Simon visitó el palacio, teniendo muy buena relación con la duquesa consorte de Osuna, a quien había conocido la década anterior en París. Saint-Simon alabó en sus memorias el buen gusto y tamaño del teatro de ópera que poseía el palacio en tiempos de la duquesa consorte de Osuna.

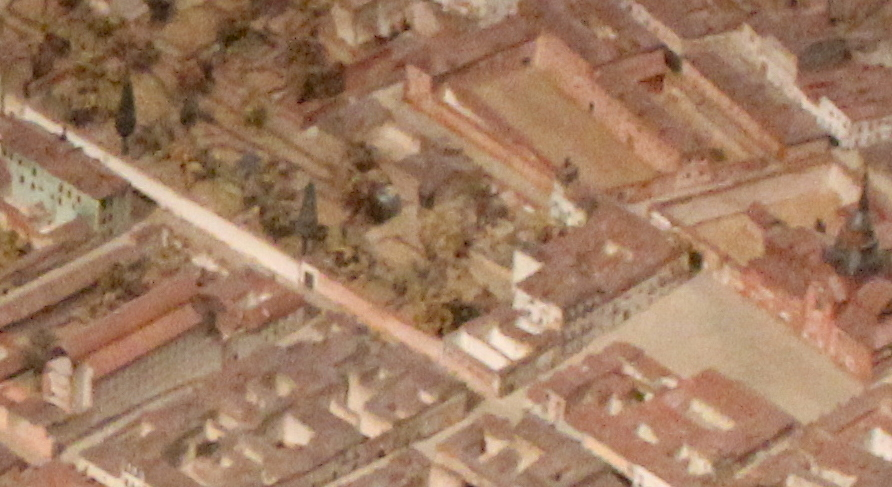
El palacio en 1831 según la maqueta de León Gil de Palacio.

Posteriormente la casa pasó, por distintos cambios patrimoniales, a Bernardino Fernández de Velasco, XI duque de Frías. En 1745, el XI duque de Frías, hombre piadoso, transformaría el pequeño teatro que poseía el palacio en capilla de San José, que sería erigida en parroquia, como ayuda de la de San Ginés, en 1745. Esta capilla estaba presidida por una talla de San José de Luis Salvador Carmona, hoy conservada en la iglesia homónima (parte del desaparecido de San Hermenegildo, de carmelitas descalzos).
El arquitecto Ventura Rodríguez, tasó el edificio en 1775.

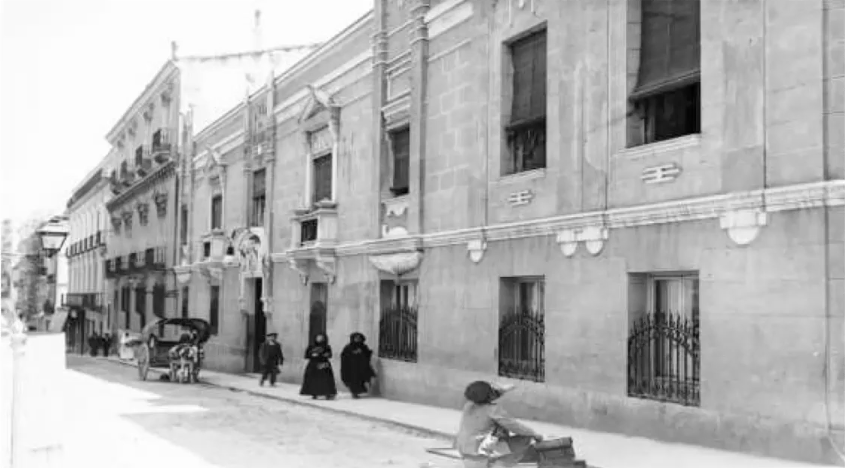
El palacio en su estado y etapa final como palacio de los duques de Béjar. Al fondo de la imagen puede verse el palacio del marqués de Camarasa.

En 1807, el XIII duque de Frías mandó transformar el palacio al estilo neoclásico al arquitecto Manuel de la Peña y Padura.

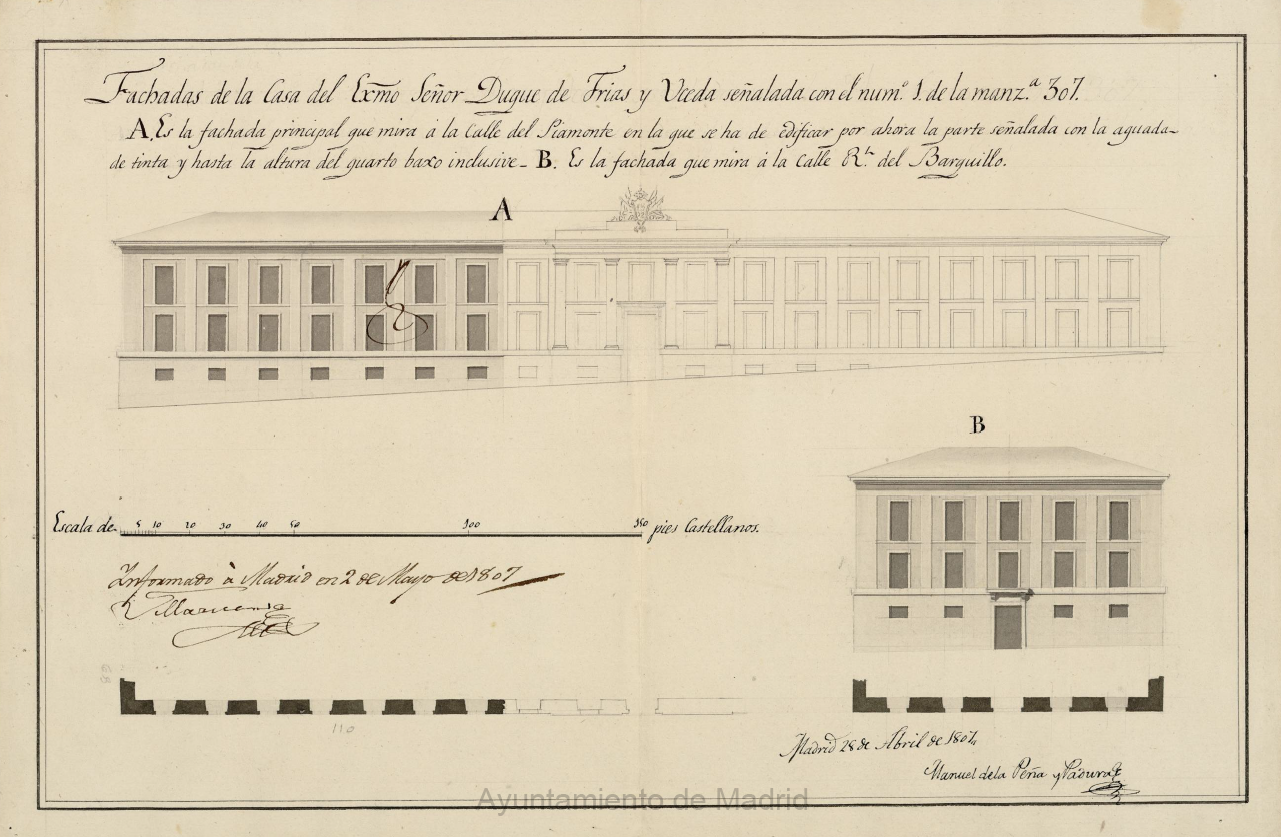
La fachada del palacio a las calles del Piamonte (arr.) y del Barquillo (abajo derecha) según la reforma de Manuel de la Peña y Padura en 1807.

 El palacio fue objeto de un episodio histórico en el verano de 1808 cuando se acusó al duque de connivencia con los franceses y esconder armas para estos en el edificio. A finales del siglo XIX solo restaba del primitivo palacio y sus jardines extendidos por toda la manzana, un edificio de don pisos en la zona noroeste de la manzana.
Hacia mediados del siglo XIX, la parte del palacio con vuelta a la calle del Barquillo era propiedad de Francisco de Borja Gayoso de los Cobos y Téllez-Girón, XIII marqués de Camarasa. En 1851 este noble mandó construir sobre esta parte del edificio del palacio de los Duques de Frías, una casa-palacio que sobrevive en la actualidad según diseño de Juan José Sánchez Pescador.

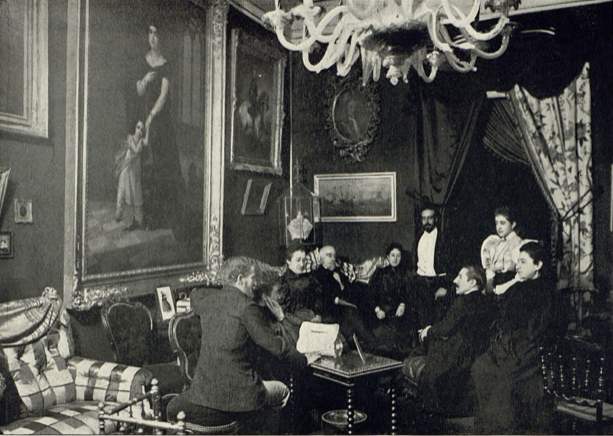
Sala de retratos del palacio en 1898, cuando era residencia del duque viudo de Béjar, Luis Manuel Roca de Togores, I marqués de Asperillas.

Hacia mediados de la segunda mitad del siglo XIX, el palacio era habitado por Juan de la Pezuela, I conde de Cheste. En este momento el palacio recupera su papel como centro cultural por ser el conde de Cheste un importante hombre de letras. Posteriormente, el edificio sirvió como residencia de Luis Manuel Roca de Togores y Roca de Togores, I marqués de Asprillas y dos esposas sucesivas. La primera de ellas era María del Rosario Téllez-Girón y Fernández de Velasco (1840-1896), XVIII condesa de Melgar, XIV marquesa de Peñafiel, XVII marquesa de Gibraleón, XXIV condesa de Luna, XVII condesa de Oliva, XIX vizcondesa de la Puebla de Alcocer, dama de la reina regente María Cristina, dama de la Orden de María Luisa desde 1878. María del Rosario era descendiente, por parte materna, de Bernardino Fernández de Velasco,  XIV duque de Frías y que fue había sido propietario del palacio en la primera mitad del siglo XIX.En este momento el palacio sería descrito en el libro Los Salones de Madrid.

## Descripción
El edificio inicial se disponía en paralelo a la calle del Piamonte, entre las calles de la Libertad y Barquillo.
El palacio, en su forma original contaba con un amplio jardín que se extendía hasta la actual calle de San Marcos. En el solar del palacio se disponía la capilla de San José, conectada con el palacio. El jardín se encontraba ricamente decorado con estatuas, y una fuente de mármol de Génova.
Posteriormente, a finales del siglo XIX se trataba de un palacio de forma sencilla y dos alturas, contando la superior con balcones. En esta etapa final el palacio tenía vuelta entre la calle del Piamonte y la de la Libertad.

### Individuales
1. ↑  «Carta de Juan Serrano Zapata, embajador de España en Génova, a Pedro de Arce, secretario del Consejo de Estado, sobre la distribución del dinero recibido de Jerónimo Pimentel, virrey de Cerdeña». Portal de Archivos Españoles. 6 de abril de 1631.
2. ↑  Ricao, Antonio Gascón; Asensio, José Gabriel Storch de Gracia y (2020). «Postrimerías de Juan de Pablo Bonet (1620-1657)». Homenaje a Juan de Pablo Bonet: Pionero de la educación oral de los sordos, 2020, ISBN 978-84-9911-636-5, págs. 355-383 (Institución "Fernando el Católico"): 355-383. ISBN 978-84-9911-636-5. Consultado el 24 de diciembre de 2022.
3. ↑  Gascón de Torquemada, Gerónimo (1991). «Março de 1623». Gaçeta y nuevas de la Corte de España desde el año 1600 en adelante. RAMHG. p. 146. ISBN 9788460078555. Consultado el 26 de septiembre de 2019. «A los 19, entro en esta Corte el Cardenal Çapata, de su Virreynado de Nápoles, y se hospedó en la quinta de su hermano Don Juan Serrano Zapata del Consejo de Órdenes.»
4. ↑  González Dávila, Gil (1623). «Cap. IIII». Teatro de las grandezas de la villa de Madrid. Tomas Junti. p. 10. Consultado el 18 de febrero de 2023.
5. 1 2  Torrione, Margarita (30 de septiembre de 1999). «Isabel Farnesio en el «Palacio Viejo» del Duque de Osuna: 1746-1747. Tres planos de Virgilio Rabaglio y un coliseo privado». Archivo Español de Arte 72 (287): 243-262. ISSN 1988-8511. doi:10.3989/aearte.1999.v72.i287.763. Consultado el 28 de diciembre de 2022.
6. ↑  Rouvroy, Louis de, duque de Saint-Simon (1988).  Yves Coirault, ed. Mémoires suivi de Additions au Journal de Dangeau (en francés) VIII. Bibliothèque de la Pléiade. pp. 67-68.
7. ↑  Rouvroy, Louis de, duque de Saint-Simon (1988).  Yves Coirault, ed. Mémoires suivi de Additions au Journal de Dangeau (en francés) VIII. Bibliothèque de la Pléiade. p. 283.
8. ↑  Ponz, Antonio (1776). «Sexta división. Entre la Red de San Luis, y calle de Foncarral, dando vuelta a entrar por la de Alcalá á la Puerta del Sol. S. Josef, ayuda de parroquia de S. Ginés. 8.».  En Joaquín Ibarra, ed. Viage de España, ó, Cartas en que se dá noticia de las cosas mas apreciables y dignas de saberse que hay en ella V. Madrid. p. 255. Consultado el 10 de julio de 2021.
9. ↑  «Fotos: Un piso en palacio». El País. 13 de mayo de 2022. ISSN 1134-6582. Consultado el 24 de diciembre de 2022.
10. ↑  Navascués Palacio, Pedro (1973). Arquitectura y arquitectos madrileños del siglo XIX.. Instituto de Estudios Madrileños. p. 71. ISBN 978-84-500-5868-0. Consultado el 24 de diciembre de 2022.
11. ↑  Mena, Lebato de (21 de mayo de 2013). «7 MERINDADES: ¡Traición! El Duque de Frías oculta armas para Napoleón.». 7 MERINDADES. Consultado el 24 de diciembre de 2022.
12. ↑  Vigara Zafra, Juan Antonio (12 de noviembre de 2020). «La problemática entre el centro y la periferia en las residencias palaciegas de las élites nobiliarias españolas del siglo XVIII». II Congreso Internacional Palacios en alquiler: Patrimonio inmobiliario en el Madrid del siglo XVIII (UNED).
13. ↑  «Camarasa (Sr. Marqués de)». Anuario general del comercio, de la industria y de las profesiones de la magistratura y de la administración ó Diccionario Indicador... Imp. Oficinas del Anuario. 1863. p. 121. Consultado el 27 de diciembre de 2022.
14. ↑  «Licencia al Marqués de Camarasa para construir en calle del Barquillo 7 (actual 29), manzana 307». Memoria de Madrid. 1852.
15. ↑  Fernández de Béthencourt, Francisco (1913). «Mi primera nochebuena en Madrid: en el palacio del Conde de Cheste. Carta a la Revista de Canarias. Madrid, diciembre de 1879». Obras de Don F. Fernández de Béthencourt (Librería de F. Beltran) 2: 35. Consultado el 8 de enero de 2025.
16. ↑  Monte-Cristo, (Eugenio Rodríguez Escalera) (1898). «VI. Palacio del marqués de las Asprillas». Los Salones de Madrid. Madrid: El Álbum Nacional. pp. [57-62].
17. ↑  Solcer Salcedo, 2020, p. 133.
18. ↑  Atienza y Navajas, 1964, p. 477.
19. ↑  Abad Zardoya, Carmen (1 de diciembre de 2006). ««Los usos corrientes de la aristocracia»: construcciones de la intimidad femenina en la fotografía de sociedad de Christian Franzen». Artigrama (21): 525-541. ISSN 2444-3751. doi:10.26754/ojs_artigrama/artigrama.2006218266. Consultado el 16 de enero de 2025.